# Elizabeth Porter
Pour les articles homonymes, voir Jervis et Porter.
Elizabeth Jervis Porter (1689-1752) est la femme de Samuel Johnson.

## Biographie
Née Elizabeth Jarvis (ou Jervis : Boswell donne les deux noms), elle épousa en premières noces Henry Porter, un négociant de Birmingham, dont elle eut trois enfants. Le couple se lia d'amitié avec Johnson en 1732 (lors de leur première rencontre, elle dit à sa fille Lucy : « Voilà l'homme le plus raisonnable que j'aie jamais rencontré ») et Johnson lui fit la cour après la mort de Porter. Les surnoms affectueux qu'il lui donnait étaient « Tetty » ou « Tetsey », diminutifs régionaux pour le prénom d'« Elizabeth ».
Ils se marièrent le 9 juillet 1735 à l'église Saint-Werburgh de Derby, où l'événement est reconstitué chaque année dans la « chapelle Samuel Johnson » de la tour. À cette époque il avait 25 ans et elle 46, et ce mariage n'enthousiasma aucune des deux familles.
Sa dot, de plus de 600 £, fut investie dans la création d'Edial Hall, une école privée à Edial, près de Lichfield. Johnson ne put trouver que quelques rares élèves, mais il y fut le professeur de David Garrick, le futur acteur, qui demeura l'un de ses meilleurs amis sa vie durant. Après la faillite de l'établissement, en 1737, Johnson partit pour Londres en compagnie de Garrick. Elizabeth l'y rejoignit plus tard la même année.

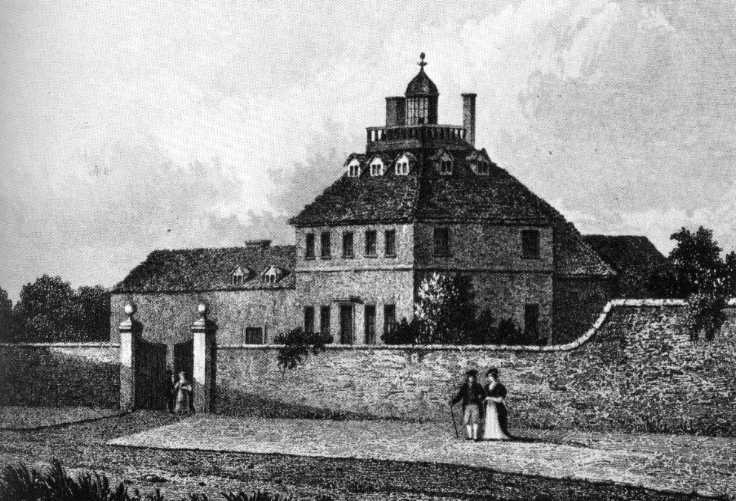
Edial Hall.

Vers la fin de sa vie, elle souffrit de sa mauvaise santé, aggravée par l'alcool et des médicaments opiacés. C'est à ces derniers que Robert Levet, un médecin nécessiteux que finançait Johnson, attribuait sa mort. Elle mourut à 63 ans et fut enterrée à l'église paroissiale de Bromley. L'inscription sur sa tombe porte les mots « formosae, cultae, ingeniosae, piae » (belle, cultivée, douée, consciencieuse).
Johnson dit qu'il s'agissait d'« un mariage d'amour des deux côtés », et il se souvenait toujours d'elle avec affection et chagrin, en particulier à l'anniversaire de sa mort.
Les descriptions principales que l'on fait d'elle, pourtant, sont venues de récits hostiles dus à des contemporains, des biographes et des proches de Johnson, comme Boswell, David Garrick, Hester Thrale et Thomas Babington Macaulay : ce dernier l'a décrite comme « courte, épaisse, avec un maquillage d'un demi-pouce, habillée de façon tapageuse, et aimant à montrer ses airs et ses grâces de province. » L'essayiste Alice Meynell l'a jugée moins durement, attaquant ces critiques comme des préjugés.